# Jack Frost (folclore)

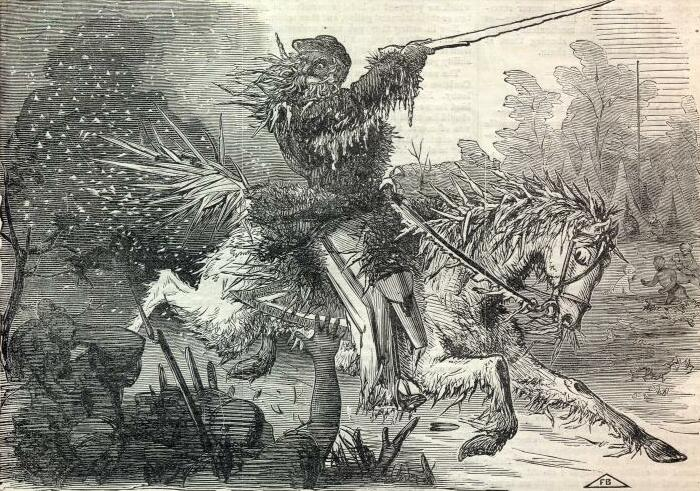
Caricatura del que representa a Jack Frost como mayor general de los Estados Unidos durante la Guerra de Secesión

Jack Frost (también conocido como el Padre Invierno o Jack Frío) es una figura élfica legendaria perteneciente al folclore del norte de Europa; se cree que este mito proviene de los anglosajones y nórdicos.
En términos generales y a pesar de su inespecífica apariencia, es una personificación de las heladas, el hielo, la nieve, el aguanieve, el invierno y el frío helado. Concretamente, su trabajo consiste en hacer que caiga nieve o crear las condiciones típicas de invierno, de las heladas y de morder en la nariz y dedos de los pies en ese clima, colorear el follaje en otoño y dejar escarcha en las ventanas en invierno.
A partir de la literatura de finales del siglo XIX, las caracterizaciones más desarrolladas de Jack Frost lo representan como un personaje parecido a un sprite, que a veces aparece como un siniestro malicioso o como un héroe. Este personaje ha aparecido en distintas películas. La película Jack Frost de 1979, la película Jack Frost de 1998, en la película de Disney The Santa Clause 3: The Escape Clause del 2006, en la película de animación de DreamWorks El origen de los guardianes de 2012, entre otras.
También aparece en la saga de videojuegos Shin Megami tensei y en su spin-off, "Persona". El mismo es la mascota oficial de la compañía Atlus.

## Fondo
Se dice tradicionalmente que Jack Frost deja los patrones helados, como helechos, en las ventanas en las frías mañanas de invierno (heladas en las ventanas o helechos) y corta las extremidades en climas fríos. Con el tiempo, la escarcha en las ventanas se ha vuelto menos frecuente en el mundo moderno debido al avance del doble acristalamiento, pero Jack Frost sigue siendo una figura conocida en la cultura popular. A veces se lo describe o representa con un pincel y un cubo para colorear el follaje otoñal rojo, amarillo, marrón y naranja. A veces se lo retrata como un gigante peligroso:
Los hindúes derivan el nombre de Hindú Kush de la tradición de que un gigante solía estar allí al acecho para matar ( kesh ) a todos los hindúes que pasaban por allí. Este gigante probablemente era el mismo que nosotros, en las Regiones del Ártico, solíamos llamar "Old Zero", más conocido en Inglaterra como "Jack Frost". Los horrores de los desechos nevados probablemente dieron origen a la tradición".

## Historias

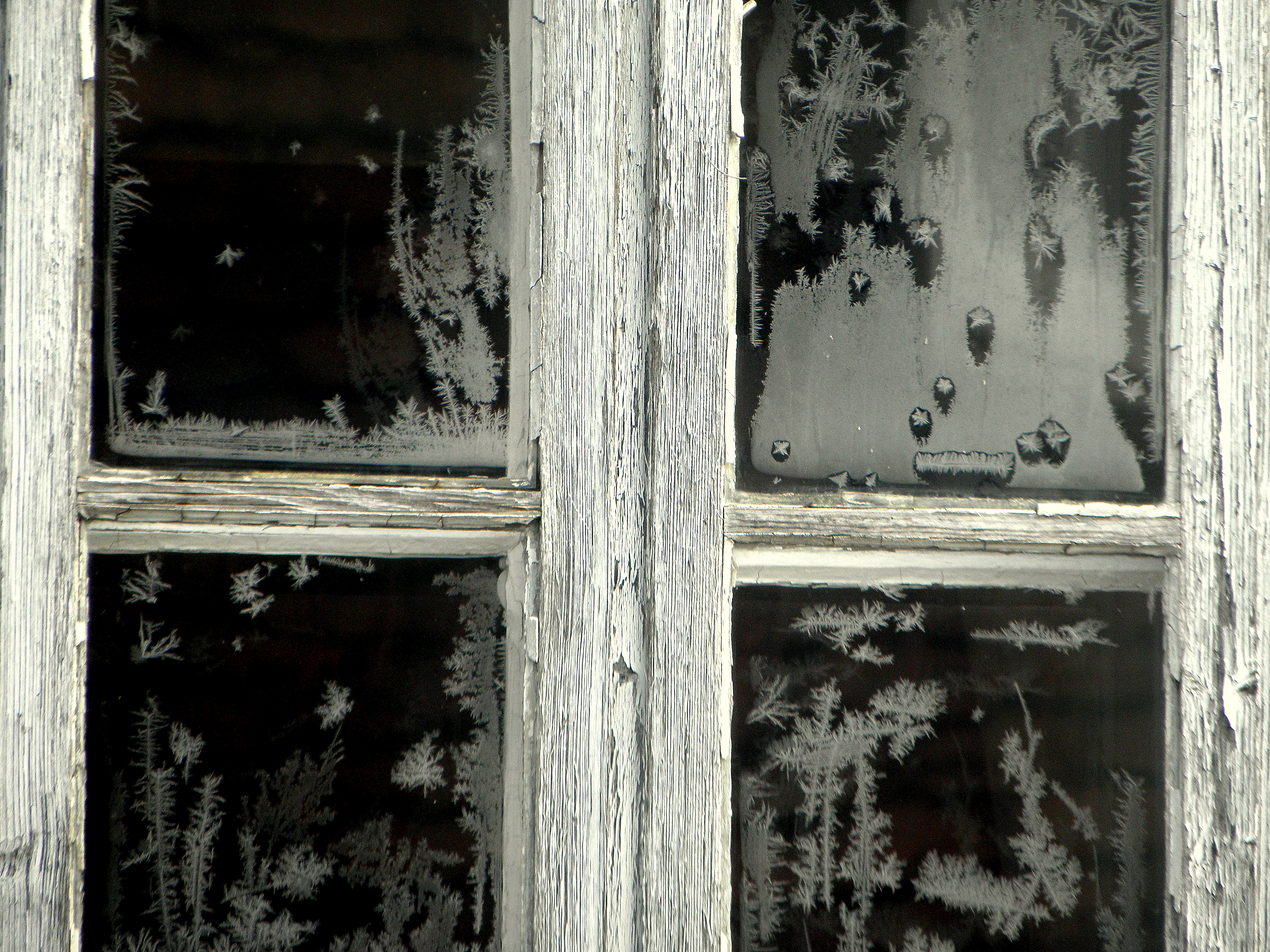
flores de hielo

Puede provenir de las costumbres de invierno anglosajonas y nórdicas y tiene un capítulo entero que lleva su nombre en Kalevala, la epopeya nacional finlandesa compilada a partir de su antigua tradición oral.
En Rusia, sin embargo, adoptó una forma diferente como Abuelo Escarcha, y en Alemania, en cambio, hay una entidad completamente diferente conocida como la Sra. Holle. Hay varios otros seres mitológicos que asumen un papel similar pero que tienen un folklore único.
Jack Frost es mencionado en muchas películas, por ejemplo, en la canción de invierno "The Christmas Song" (alias "Chestnuts Roasting on an Open Fire"). Ha sido presentado como un villano en algunos medios y un héroe en otros.

## En cultura popular

### Literatura
- El poema "The Frost" de Hannah Flagg Gould (1789-1865) presenta a una traviesa responsable de los fenómenos más tranquilos del invierno y los aires nevados, hermosas pinturas sobre hielo en las ventanas, pero que también se enojó por la falta de regalos y causó que el frío se rompiera y arruinara las cosas.[10]
- En "Birdie y sus hadas amigos" de Margaret T. Canby (1874), hay una historia corta titulada "Las hadas heladas". En esta historia, Jack Frost es el rey de los espíritus de invierno y se lo describe como un tipo amable que quiere ayudar a los niños, mientras que el rey de un reino vecino, el Rey Invierno, es cruel con ellos. La historia cuenta los orígenes de cómo Jack Frost comenzó a supervisar la coloración de las hojas del bosque en otoño.
  - En 1891, Helen Keller hizo su propia reproducción de la historia, titulada The Frost King.
- En "Little Jack Frost" de Charles Sangster, publicado en The Aldine, (Vol.7, No.16, 1875) Jack Frost es un ser juguetón que corre jugando bromas y "mordiéndose la nariz", cubriendo lugares con nieve antes siendo perseguido por Dame Nature para la primavera.[11]
- En The Life and Adventures of Santa Claus (1902) de L. Frank Baum, Jack Frost es el hijo de la otra manera no identificado Frost King. Le agrada morder "decenas de narices, orejas y dedos de los pies", pero Santa Claus, a quien le gusta Jack (a quien ve como un "pícaro alegre") aunque desconfía de él, le pide que perdone a los niños. Jack dice que lo hará, si puede resistir la tentación..[12] El mismo Jack aparece en "The Runaway Shadows", una historia corta de Baum. En esta historia, tiene el poder de congelar las sombras, separándolas de sus dueños, convirtiéndolas en sus propias entidades vivientes.[13]
- En la serie Meredith Gentry de Laurell K. Hamilton, un personaje emerge como el original de Jack Frost. Jack Frost ha aparecido como un personaje secundario en las historias de Rupert Bear.
- En los libros Rainbow Magic de Daisy Meadows, Jack Frost es un antagonista que causa problemas en Fairyland. Lo acompañan molestos duendes que roban los objetos importantes de las hadas e intentan sabotearlos.
- Jack Frost también aparece en "First Death in Nova Scotia", un poema de Elizabeth Bishop.
- En la novela Papá Puerco de Terry Pratchett, Jack se cansa de los "patrones de helecho" y pinta cuadros más elaborados en las ventanas.
- Jack Frost aparece en la trilogía de novelas The Veil de Christopher Golden.
- The Man Jack, un enigmático asesino, se hace llamar Jack Frost en The Graveyard Book de Neil Gaiman.
- The Stranger, un libro ilustrado de Chris Van Allsburg, protagonizado por Jack Frost como un extraño solitario con amnesia.

### Cómics
- En los cómics, Jack Frost aparece como un superhéroe en obras publicadas por Timely Comics (ahora Marvel Comics) en la década de 1940.
- Marvel Comics tuvo un segundo Jack Frost, el primer alias del Ventisca original.
- Jack Frost es el alias de Dane McGowan, uno de los personajes principales de la serie de vértigo de los 90 Los Invisibles.
- En Jack of Fables (un spin-off de Fables) el personaje titular se convirtió en Jack Frost por un período de tiempo. Un segundo Jack Frost ("Jack también, o Jack dos") aparece como el hijo de Jack Horner y La Reina de las Nieves.

### Películas
- Jack Frost, una película rusa de 1964, tiene el título Morozko, el equivalente ruso de Jack Frost.
- En la película de 1997, Jack Frost, Scott MacDonald interpreta a un asesino en serie que se convierte en un muñeco de nieve y continúa su alboroto. Esta película generó una secuela en 2000: Jack Frost 2: Revenge of the Mutant Killer Snowman.
- En la película de 1998, Jack Frost, Michael Keaton interpreta a un humano convertido en un hombre de hielo llamado Jack Frost.
- Jack Frost aparece como el principal antagonista en The Santa Clause 3: The Escape Clause interpretado por Martin Short.
- Jack Frost aparece como el protagonista de El origen de los guardianes, basado libremente en la serie Guardians of Childhood de William Joyce,[14] con la voz de Chris Pine.

### Radio, animación y televisión
- Jack Frost aparece en la serie de radio infantil The Cinnamon Bear.
- Jack Frost aparece como el personaje principal en el corto animado de 1934 de Ub Iwerks, Jack Frost, en la serie ComiColor Cartoons.
- Jack Frost es el personaje principal (con la voz de Robert Morse) de un especial de TV de Rankin / Bass producido en 1979. El personaje (con la voz de Paul Frees) también aparece en el especial de televisión de Navidad Frosty's Winter Wonderland y en Rudolph and Frosty's Christmas in Julio, expresado nuevamente por Paul Frees.

### Videojuegos
Jack Frost ha aparecido en muchos videojuegos, incluidos:
- Shin Megami Tensei (serie, que incluye muchos spin-offs)
- Jack Bros. (un spin-off de Shin Megami Tensei protagonizado por Jack Frost como personaje jugable)
- Persona (serie) (serie, en sí misma un spin-off de Shin Megami Tensei)
- Adventure Quest
- City of Villains
- Granado Espada
- Guild Wars
- Killing Floor
- Ragnarok Online
- El Origen de los Guardianes: El videojuego (que se basa en la película del mismo nombre)
- RuneScape
- Scribblenauts Unlimited
- Los Sims FreePlay

Jack Frost es la mascota corporativa oficial de la compañía japonesa de videojuegos Atlus.

### Música
- Jethro Tull tiene una canción titulada "Jack Frost and the Hooded Crow".
- Saint Vitus representan a Jack Frost como un espíritu maligno de invierno en su álbumV.
- La estación de radio WRHS-FM 89.7 en Norridge, Illinois, marca su formato de música navideña "Jack Frost".
- El nombre ha sido empleado como seudónimo por los músicos Bob Dylan y Jack Dempsey.
- Jack Frost es una banda de doom metal de Austria.
- La canción "Chestnuts Roasting on a Open Fire" de Nat King Cole tiene la letra "Jack Frost mordiendo tu nariz".